# Lista de prefeitos de Viçosa (Alagoas)
Esta é a lista de prefeitos do município de Viçosa, estado brasileiro de Alagoas.

## Prefeitos de Viçosa
| Nº                                    | Nome                                                                | Imagem | Partido               | Início do mandato       | Fim do mandato                          | Observações                           |
| Período Monárquico (1832-1889)        |                                                                     |        |                       |                         |                                         |                                       |
| 1                                     | Luciano Pereira de Lyra                                             |        | PL                    | 13 de outubro de 1831   | 27 de fevereiro de 1834                 | Presidente da Câmara Municipal        |
| 2                                     | Manoel de Farias Cabral                                             |        | PL                    | 28 de fevereiro de 1834 | 1° de junho de 1835                     | Presidente da Câmara Municipal        |
| 3                                     | Luciano Pereira de Lyra                                             |        | PL                    | 2 de junho de 1835      | 21 de outubro de 1837                   | Presidente da Câmara Municipal        |
| 4                                     | Antonio Holanda Cavalcante                                          |        | PCR                   | 22 de outubro de 1837   | 11 de abril de 1840                     | Presidente da Câmara Municipal        |
| 5                                     | Manoel de Farias Cabral                                             |        | PL                    | 12 de abril de 1840     | 6 de novembro de 1856                   | Presidente da Câmara Municipal        |
| 6                                     | Capitão José Frutuoso                                               |        | PCR                   | 7 de novembro de 1856   | 23 de janeiro de 1860                   | Presidente da Câmara Municipal        |
| 7                                     | Capitão Inácio Moura                                                |        | PCR                   | 24 de janeiro de 1860   | 12 de abril de 1864                     | Presidente da Câmara Municipal        |
| 8                                     | Apolinário Rebelo Torres                                            |        | PL                    | 13 de abril de 1864     | 31 de dezembro de 1864                  | Presidente da Câmara Municipal        |
| 9                                     | Teotônio Santa Cruz Oliveira                                        |        | PL                    | 1° de janeiro de 1865   | 30 de maio de 1871                      | Presidente da Câmara Municipal        |
| 10                                    | Epaminondas Hipólito Gracindo                                       |        | PL                    | 31 de maio de 1871      | 31 de dezembro de 1877                  | Presidente da Câmara Municipal        |
| 11                                    | Teotônio Torquato Brandão                                           |        | PL                    | 1° de janeiro de 1878   | 31 de dezembro de 1885                  | Presidente da Câmara Municipal        |
| 12                                    | Padre Francisco de Borges Loureiro                                  |        | PCR                   | 1° de janeiro de 1886   | 5 de dezembro de 1886                   | Presidente da Câmara Municipal        |
| 13                                    | Pedro Fernandes de Mello                                            |        | PCR                   | 6 de dezembro de 1886   | 16 de janeiro de 1889                   | Presidente da Câmara Municipal        |
| Período Republicano (1889-Atualidade) |                                                                     |        |                       |                         |                                         |                                       |
| 1                                     | Manoel Joaquim de Siqueira Sá                                       |        | PRF                   | 16 de janeiro de 1889   | 24 de fevereiro de 1890                 | Intendente                            |
| 2                                     | Coronel Apolinário Rebello Pereira Torres                           |        | PDB                   | 25 de fevereiro de 1890 | 1° de novembro de 1891                  | Intendente                            |
| 3                                     | Manoel Gracindo Rebello                                             |        | PST                   | 2 de novembro de 1891   | 28 de dezembro de 1891                  | Intendente                            |
| 4                                     | Coronel Apolinário Rebello Pereira Torres                           |        | PDB                   | 29 de dezembro de 1891  | 16 de janeiro de 1892                   | Intendente                            |
| 5                                     | Francisco de Holanda Cavalcante                                     |        | PTC                   | 17 de janeiro de 1892   | 21 de maio de 1892                      | Intendente                            |
| 6                                     | Vicente de Paula Braennand                                          |        | PDB                   | 22 de maio de 1892      | 13 de setembro de 1892                  | Intendente                            |
| 7                                     | Alípio Coelho de Barros Lima                                        |        | PTC                   | 14 de setembro de 1892  | 15 de novembro de 1894                  | Intendente                            |
| 8                                     | Tenente-coronel Antônio Correia da Silva Bonfim                     |        | PRF                   | 16 de novembro de 1894  | 25 de julho de 1895                     | Intendente                            |
| 9                                     | Frederico Neto Rebelo Maia                                          |        | PST                   | 26 de julho de 1895     | 31 de dezembro de 1896                  | Intendente                            |
| —                                     | Frederico Neto Rebelo Maia                                          |        | PST                   | 1° de janeiro de 1897   | 31 de dezembro de 1898                  | Intendente                            |
| 10                                    | João Leite dos Passos                                               |        | PST                   | 1° de janeiro de 1899   | 31 de dezembro de 1900                  | Intendente                            |
| 11                                    | Manoel Fernandes da Costa                                           |        | PST                   | 1° de janeiro de 1901   | 22 de junho de 1901                     | Intendente                            |
| 12                                    | José Leite de Araújo e Silva                                        |        | PST                   | 23 de junho de 1901     | 12 de novembro de 1902                  | Intendente                            |
| 13                                    | Coronel Ismael Elpídio Brandão                                      |        | PST                   | 13 de novembro de 1902  | 13 de setembro de 1903                  | Intendente                            |
| 14                                    | Joaquim Pinto da Motta Lima                                         |        | PST                   | 14 de setembro de 1903  | 21 de novembro de 1903                  | Intendente                            |
| 15                                    | Manoel Gracindo Rebello                                             |        | PTC                   | 22 de novembro de 1903  | 31 de março de 1904                     | Intendente                            |
| 16                                    | Padre Manoel Firmino Pinheiro                                       |        | PTC                   | 1° de abril de 1904     | 14 de abril de 1905                     | Intendente                            |
| 17                                    | João Manoel de Figueiredo e Silva, (Joca)                           |        | PRP                   | 15 de abril de 1905     | 17 de setembro de 1907                  | Intendente                            |
| 18                                    | Joaquim Estevam dos Passos Vilela, (Quincas)                        |        | PRP                   | 18 de setembro de 1907  | 22 de dezembro de 1907                  | Intendente                            |
| 19                                    | Frederico Netto Rebello Maia                                        |        | PRP                   | 23 de dezembro de 1907  | 11 de agostos de 1908                   | Intendente                            |
| 20                                    | João Barreto Falcão                                                 |        | PP                    | 12 de agostos de 1908   | 18 de outubro de 1909                   | Intendente                            |
| 21                                    | Sebastião Ramos de Oliveira                                         |        | PP                    | 19 de outubro de 1909   | 7 de outubro de 1910                    | Intendente                            |
| 22                                    | Narciso Teixeira de Vasconcelos                                     |        | PRP                   | 8 de outubro de 1910    | 1° de novembro de 1911                  | Intendente                            |
| 23                                    | Pedro Teixeira de Vasconcelos                                       |        | PRP                   | 2 de novembro de 1911   | 31 de dezembro de 1911                  | Intendente                            |
| 24                                    | Dr.João Barreto Falcão                                              |        | PP                    | 1° de janeiro de 1912   | 6 de novembro de 1913                   | Intendente                            |
| 25                                    | Major Saturnino da Rocha Accioly                                    |        | PRP                   | 7 de novembro de 1913   | 31 de dezembro de 1914                  | Intendente                            |
| 26                                    | Eduardo Rebello Maia                                                |        | PRP                   | 1° de janeiro de 1915   | 31 de dezembro de 1916                  | Intendente                            |
| 27                                    | Frederico Maia Sobrinho                                             |        | PP                    | 1° de janeiro de 1917   | 8 de abril de 1918                      | Intendente                            |
| 28                                    | Aureliano Tavares de Menezes                                        |        | PP                    | 9 de abril de 1918      | 16 de maio de 1919                      | Intendente                            |
| 29                                    | Coronel Othon Odilon de Barros Correia                              |        | PP                    | 17 de maio de 1919      | 26 de setembro de 1919                  | Intendente                            |
| 30                                    | Aureliano Tavares de Menezes                                        |        | PP                    | 27 de setembro de 1919  | 14 de janeiro de 1921                   | Intendente                            |
| 31                                    | José Maria Rosa e Silva                                             |        | PP                    | 15 de janeiro de 1921   | 31 de dezembro de 1922                  | Intendente                            |
| 32                                    | Serzedello Maia de Barros Correia                                   |        | PP                    | 1° de janeiro de 1923   | 31 de dezembro de 1924                  | Intendente                            |
| 33                                    | Sátyro de Oliveira Valença                                          |        | PRP                   | 1° de janeiro de 1925   | 24 de março de 1925                     | Intendente                            |
| 34                                    | Manoel Brandão Villela                                              |        | PP                    | 25 de março de 1925     | 19 de dezembro de 1925                  | Intendente                            |
| 35                                    | Major Saturnino da Rocha Accioly                                    |        | PP                    | 20 de dezembro de 1925  | 4 de agosto de 1928                     | Prefeito nomeado                      |
| 36                                    | Manoel Brandão Villela                                              |        | PL                    | 5 de agosto de 1928     | 20 de novembro de 1930                  | Prefeito nomeado                      |
| 37                                    | João Maurício da Rocha                                              |        | PL                    | 21 de novembro de 1930  | 16 de dezembro de 1930                  | Prefeito nomeado                      |
| 38                                    | Pedro José Carnaúba                                                 |        | PL                    | 17 de dezembro de 1930  | 25 de agosto de 1931                    | Prefeito nomeado                      |
| 39                                    | José Danglard Jucá                                                  |        | PL                    | 26 de agosto de 1931    | 19 de dezembro de 1931                  | Prefeito nomeado                      |
| 40                                    | José Evilásio Torres                                                |        | PL                    | 20 de dezembro de 1931  | 23 de setembro de 1932                  | Prefeito nomeado                      |
| 41                                    | Francisco Alves Mata                                                |        | PL                    | 24 de setembro de 1932  | 3 de novembro de 1932                   | Prefeito nomeado                      |
| 42                                    | João Barreto Falcão                                                 |        | AL                    | 4 de novembro de 1932   | 27 de dezembro de 1932                  | Prefeito nomeado                      |
| 43                                    | Fernando Allain                                                     |        | AL                    | 28 de dezembro de 1932  | 9 de julho de 1933                      | Prefeito nomeado                      |
| 44                                    | Narciso Teixeira de Vasconcelos                                     |        | AL                    | 10 de julho de 1933     | 14 de maio de 1935                      | Prefeito nomeado                      |
| 45                                    | Arnaldo de Vasconcelos Correia Murta                                |        | AL                    | 15 de maio de 1935      | 20 de janeiro de 1936                   | Prefeito nomeado                      |
| 46                                    | Sátyro de Oliveira Valença                                          |        | AL                    | 21 de janeiro de 1936   | 31 de agosto de 1940                    | Prefeito nomeado                      |
| 47                                    | Pedro Aleixo de Barros Correia                                      |        | AL                    | 1° de setembro de 1940  | 21 de dezembro de 1940                  | Prefeito nomeado                      |
| 48                                    | José Maria de Melo                                                  |        | PRD                   | 22 de dezembro de 1940  | 10 de agosto de 1945                    | Prefeito nomeado                      |
| 49                                    | José Evilásio Torres                                                |        | PSD                   | 11 de agosto de 1945    | 30 de janeiro de 1948                   | Prefeito nomeado                      |
| 50                                    | Manoel Firmino Teixeira de Vasconcelos                              |        | UDN                   | 31 de janeiro de 1948   | 30 de janeiro de 1951                   | Prefeito eleito                       |
| 51                                    | José Pimentel Santos                                                |        | UDN                   | 31 de janeiro de 1951   | 30 de janeiro de 1955                   | Prefeito eleito                       |
| 52                                    | José Tenório Neto                                                   |        | PSD                   | 31 de janeiro de 1956   | 13 de agosto de 1956                    | Prefeito eleito                       |
| 53                                    | José Maria de Melo                                                  |        | PSD                   | 14 de agosto de 1956    | 15 de setembro de 1956                  | Vice-prefeito no cargo de titular     |
| 54                                    | José Tenório Neto                                                   |        | PSD                   | 16 de setembro de 1956  | 30 de janeiro de 1957                   | Prefeito eleito de volta ao cargo     |
| 55                                    | Émerson Loureiro Jatobá                                             |        | PTB                   | 31 de janeiro de 1957   | 30 de janeiro de 1961                   | Prefeito eleito em sufrágio universal |
| 56                                    | Antônio Ferreira Freire                                             |        | PSD                   | 31 de janeiro de 1961   | 30 de janeiro de 1965                   | Prefeito eleito em sufrágio universal |
| 57                                    | Aloísio de Almeida Vasconcelos                                      |        | UDN                   | 31 de janeiro de 1965   | 30 de janeiro de 1969                   | Prefeito eleito em sufrágio universal |
| 58                                    | Paulo José Brandão                                                  |        | ARENA                 | 31 de janeiro de 1969   | 11 de novembro de 1971                  | Prefeito eleito em sufrágio universal |
| 59                                    | Flavius Flaubert Pimentel Torres (Viçosa, 22.06.1940–)              |        | MDB                   | 12 de novembro de 1971  | 30 de janeiro de 1973                   | Vice-prefeito que assumiu             |
| 60                                    | Aloísio de Almeida Vasconcelos                                      |        | ARENA                 | 31 de janeiro de 1973   | 31 de janeiro de 1977                   | Prefeito eleito em sufrágio universal |
| 61                                    | José Manoel da Silva, Dinha                                         |        | ARENA                 | 1° de fevereiro de 1977 | 31 de janeiro de 1983                   | Prefeito eleito em sufrágio universal |
| 62                                    | Flavius Flaubert Pimentel Torres (Viçosa, 22.06.1940–)              |        | PMDB                  | 1° de fevereiro de 1983 | 31 de dezembro de 1988                  | Prefeito eleito em sufrágio universal |
| 63                                    | Nivaldo Soares de Vasconcelos (Viçosa, 08.06.1935–)                 |        | PRN                   | 1º de janeiro de 1989   | 31 de dezembro de 1992                  | Prefeito eleito em sufrágio universal |
| 64                                    | Flavius Flaubert Pimentel Torres (Viçosa, 22.06.1940–)              |        | PSDB                  | 1º de janeiro de 1993   | 31 de dezembro de 1996                  | Prefeito eleito em sufrágio universal |
| 65                                    | Cícero Ezequiel da Silva, Biquinho                                  |        | PPB                   | 1º de janeiro de 1997   | 14 de outubro de 1999                   | Prefeito eleito (afastado)            |
| 66                                    | José Francisco Ferreira de Moraes, Deda (Viçosa, 02.11.1952–)       |        | PFL                   | 15 de outubro de 1999   | 31 de dezembro de 2000                  | Vice-prefeito que assumiu             |
| 67                                    | Flavius Flaubert Pimentel Torres (Viçosa, 22.06.1940–)              |        | PSDB                  | 1º de janeiro de 2001   | 31 de dezembro de 2004                  | Prefeito eleito em sufrágio universal |
| 68                                    | Péricles Vasconcelos Brandão de Almeida, Peri (Viçosa, 04.04.1962–) |        | PSB                   | 1º de janeiro de 2005   | 31 de dezembro de 2008                  | Prefeito eleito em sufrágio universal |
| 69                                    | Flaubert Torres Filho (Viçosa, 16.11.1966–)                         |        | PTB                   | 1º de janeiro de 2009   | 31 de dezembro de 2012                  | Prefeito eleito em sufrágio universal |
| 69                                    | Flaubert Torres Filho (Viçosa, 16.11.1966–)                         | PPL    | 1º de janeiro de 2013 | 5 de maio de 2015       | Prefeito reeleito (afastado)            |                                       |
| 70                                    | Manoel dos Passos Vilela (Viçosa, 28.03.1949–)                      |        | PSDB                  | 6 de maio de 2015       | 31 de dezembro de 2016                  | Prefeito interino                     |
| 71                                    | David Daniel Vasconcelos Brandão de Almeida (Viçosa, 10.10.1968–)   |        | PDT                   | 1º de janeiro de 2017   | 31 de dezembro de 2020                  | Prefeito eleito em sufrágio universal |
| 72                                    | João Victor Calheiros (Maceió, 25.10.1988–)                         |        | REP                   | 1° de janeiro de 2021   | 31 de dezembro de 2024                  | Prefeito eleito em sufrágio universal |
| 72                                    | João Victor Calheiros (Maceió, 25.10.1988–)                         | MDB    | 1° de janeiro de 2025 | Atualidade              | Prefeito reeleito em sufrágio universal |                                       |